# Охлябинин, Василий Андреевич Борец
Князь Василий Андреевич Охлябинин по прозванию Борец (ум. после 1586) — русский военный деятель, сын боярский, рында и голова, воевода в царствование Ивана Грозного и Фёдора Иоанновича.
Из княжеского рода Охлябинины. Единственный сын воеводы князя Андрея Петровича Охлябинина.

## Биография
В сентябре 1567 года князь Василий Андреевич Охлябинин упоминается в свите царя Ивана Грозного рындой у второго саадака в Ливонском походе.
В сентябре 1570 года - рында в царской свите "с другим саадаком" в походе из Александровой слободы в Серпухов против крымских татар.
Зимой 1576/1577 года князь Василий Андреевич Охлябинин упоминается в царском походе в Великий Новгород среди голов в передовом полку у окольничего и воеводы князя Дмитрия Ивановича Хворостинина.
В марте 1586 года князь В.А. Охлябинин был отправлен на воеводство в Пронск, а в мае того же года отозван в Москву.
Скончался, не оставив после себя потомства.

## Критика
В Русской родословной книге А.Б. Лобанова-Ростовского отец, князь Андрей Петрович показан бездетным. В родословной книге из собрания М.А. Оболенского, в поколенной росписи поданной в 1682 году в Палату родословных дел у отца указан единственный сын, данный князь Василий Андреевич Борец. В родословной книге М.Г. Спиридова с прозванием "Борец", указан князь Андрей Васильевич, сын князя Василия Фёдоровича Охлябинина, а отец, князь Андрей Петрович показан бездетным. В этом же источнике все представленные службы отнесены к князю Андрею Васильевичу Охлябинину. В указанной литературе: Славянской энциклопедии (вып. 2004) и Русском биографическом словаре А.А. Половцева, князь Василий Андреевич Борец отсутствует.